# Pithecellobium marthae
Pithecellobium marthae là một loài thực vật có hoa trong họ Đậu. Loài này được (Britton & Killip) Niezgoda & Nevl. miêu tả khoa học đầu tiên năm 1979.